# فيرافول ساهابروم
فيرافول ساهابروم (بالتايلندية: วีระพล นครหลวงโปรโมชั่น)‏ مواليد 16 نوفمبر 1968 في محافظة ناخون راتشاسيما، تايلاند، هو ملاكم محترف تايلندي يصنف ضمن فئة وزن الذبابة. حقق بطولة رابطة الملاكمة العالمية وبطولة المجلس العالمي للملاكمة.

## إحصائيات
خاض خلال مسيرته 72 نزالا، فاز في 66 وتعادل في 2 وخسر في 4. فاز بالضربة القاضية في 47 نزالا.

## روابط خارجية
- فيرافول ساهابروم على موقع بوكس ريك (الإنجليزية) (registration required)